# 雅各布·巴萨诺
雅各布·巴萨诺（義大利語：Jacopo Bassano，1510年—1592年2月14日，出生时名为），意大利画家，出生並卒於威尼斯附近小鎮巴薩諾-德爾格拉帕，并把该镇名字作为自己的姓氏。他早先在父亲的画室里受训，后在威尼斯从师博尼法齐奥·韦罗内塞。他的画作基本上都是包括风景画及生活场景的带有宗教性的油画。他经常用乡村生活场景来对待圣经上的主题，他人物描绘为本地农民，并非常有兴趣地去描绘动物。因为描写动物及夜景，其画作在威尼斯备受欢迎。他的四个儿子也称为艺术家，并紧密师承他的风格及主题。

## 生平
生於1510年，威尼斯附近的巴薩諾-德爾格拉帕。

## 畫作

### 早期畫作 (1530s)
- The Annunciation to the Shepherds (1533)
- Supper at Emmaus 大馬忤斯的晚餐(1538)
- The Way to Calvary (1540)

### 嘗試矯飾畫風 (1540s)
- Adoration of the Kings (1542)
- Adoration of the Shepherds (1545)
- The Martyrdom of St Catherine of Alexandria (1544)
- Portrait of a Cardinal (1545)
- The Last Supper (1546)
- Two Hounds (1548-49)
- Madonna and Child with Saints 聖母聖嬰與聖徒(1545-50)

### 光源實驗作 (1550s–1570s)
- The Baptism of Christ 基督受洗 (1592)

## 風格
無論是宗教或世俗畫作，巴薩諾的作品都極富鄉土韻味。